# スループ
スループ（オランダ語: sloep、英語: sloop）とは、
1. 1本マストにジブとメインスルの帆装を持つ帆船[1]。#帆走スループ参照。
2. 帆船時代末期にみられたコルゲート艦より小型の砲艦[1][注 1]。#戦闘用のスループ参照。
3. 連絡用の小型艦艇である通報艦[1]。

## 帆走スループ

### 帆装

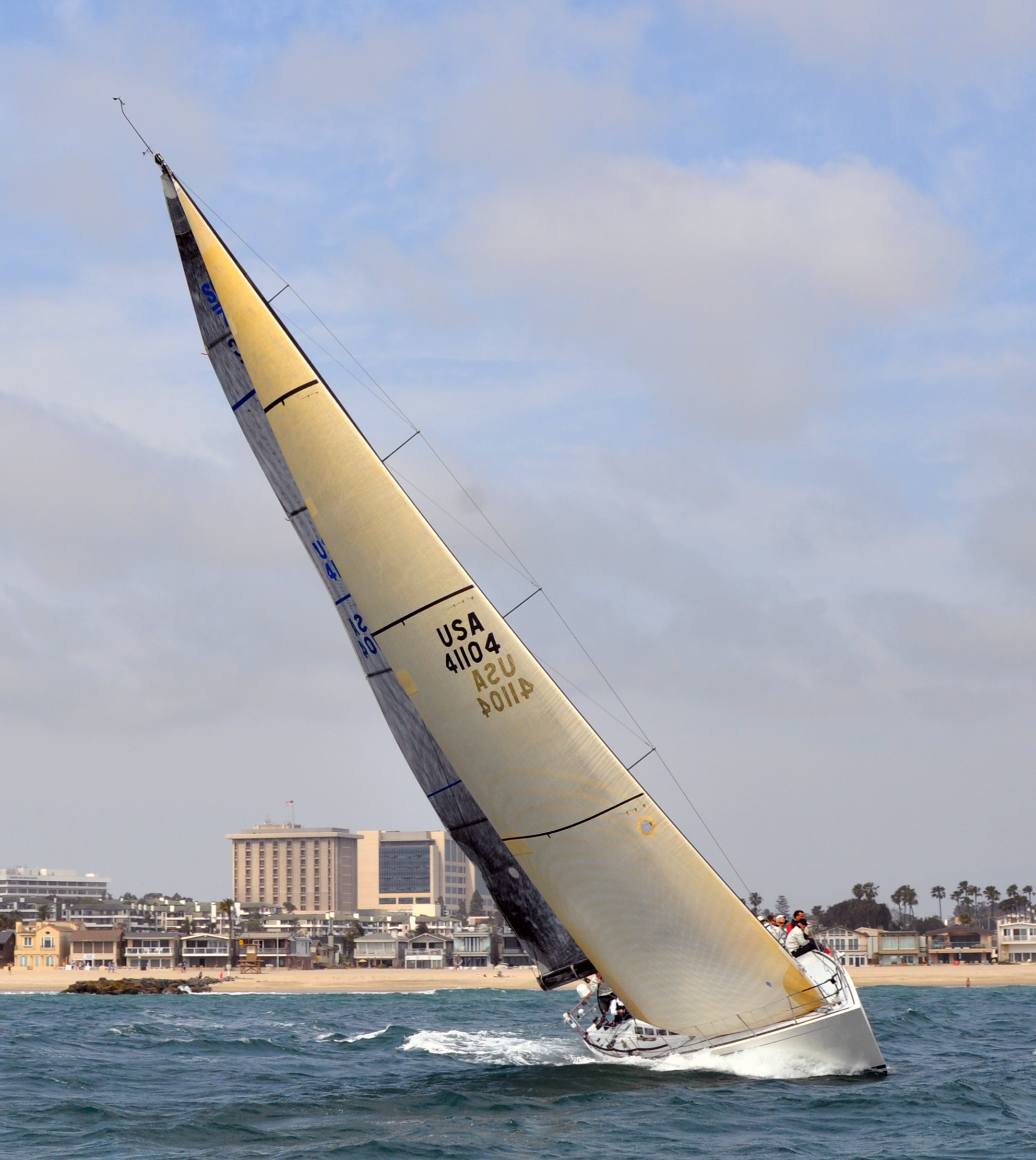
帆走スループ

帆走のスループは、マスト1本にガフ1枚とジブ1枚を持つ帆装である。マストの本数、そこに張られた帆の種類はカッターと共通しているが、「船体に対するマストの位置」と「フォアステイの張り方」で区別される。
マストの位置は、カッターよりも船首寄りである。そのためスループのジブはカッターのものよりも小型で、通常は数も1枚しか持たない。ただし、スループであってもフレンドシップ・スループなどの形式では複数の船首帆を持っており、船首帆の数は決定的な区別要素ではない。結局のところ、マストの位置がスループを定義づける最大の要素ということになる。
両者を区別する最も明快な要素は、フォアステイ（マストと船首の間に張られた線）の張り方である。スループの場合、バウスプリットの突端（the outboard end of the bowsprit）とマストの間にステイが張られており、そのためにバウスプリットを動かすわけにはいかず、常に設置しておかねばならない。これに対してカッターの場合、バウスプリットではなく船殻の船首端にステイが張られている。これにより、カッターの場合はバウスプリットを外して収容することも可能で、混雑した港内での航行時や、強風下でのジブの収納の際に便利である。

スループ
カッター

### バミューダスループ
バミューダスループ（英語: Bermuda sloop）とは、17世紀初頭にバミューダ諸島で開発されたバミューダ帆装を持つスループである。スループの定義としてはマストは1本であるが、バミューダスループと呼ばれた船は3本マストで建造されたものも多く、バミューダ帆装スクーナーとも同義である。

## 戦闘用のスループ

### 歴史
戦闘用の帆走スループは、Sloop-of-war（英語: Sloop-of-war）とも呼ばれる。18世紀から20世紀まで用いられたフリゲートとコルベットの中間に位置する軍艦であり、一層の砲甲板に10から20の大砲を搭載していた。砲門の数で定義されており、マストの本数や帆の種類は問わない。マストが2本のものをブリッグ・スループ、3本のものはシップ・スループと分類するが厳密な帆装の区別ではなく、帆の種類も縦帆・横帆を問わない。主に船団護衛艦や沿岸警備艦として用いられた。
帆走時代から機走軍艦の時代へと移るに従い、砲艦や海防艦などに呼びかえられあまり使用されない分類となったが、第一次世界大戦において航洋型の船団護衛艦の分類としてイギリス海軍で復活した。その後、第二次世界大戦にかけて、船団護衛艦のほか艦隊型掃海艇や哨戒艦艇、植民地警備艦などの多様な性格の小型艦がスループの名で建造された。しかし、より量産性の高いコルベットやフリゲートに船団護衛艦の主力の地位は移り、第二次世界大戦中のブラックスワン級スループを最後にスループの名を持つ艦は建造されていない。
なお、フランス海軍の植民地通報艦（aviso）や、日本海軍が第二次世界大戦期に建造した海防艦などは、英語文献においてスループと分類されていることがある。

### 代表的な戦闘用のスループ
帆走時代
- 海門
- 葛城型

第一次世界大戦以降
- フラワー級スループ（第一次世界大戦）

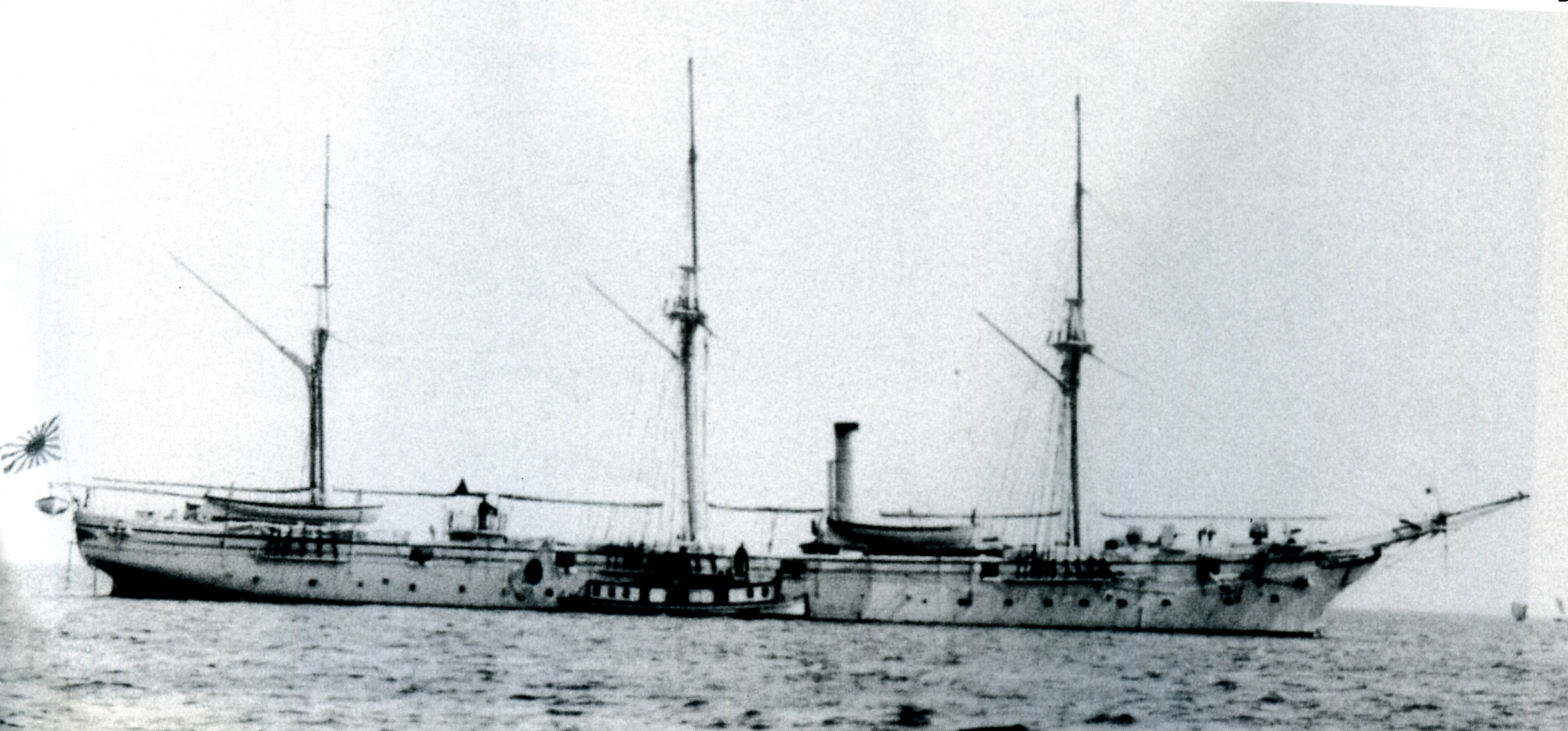
日本海軍の天城

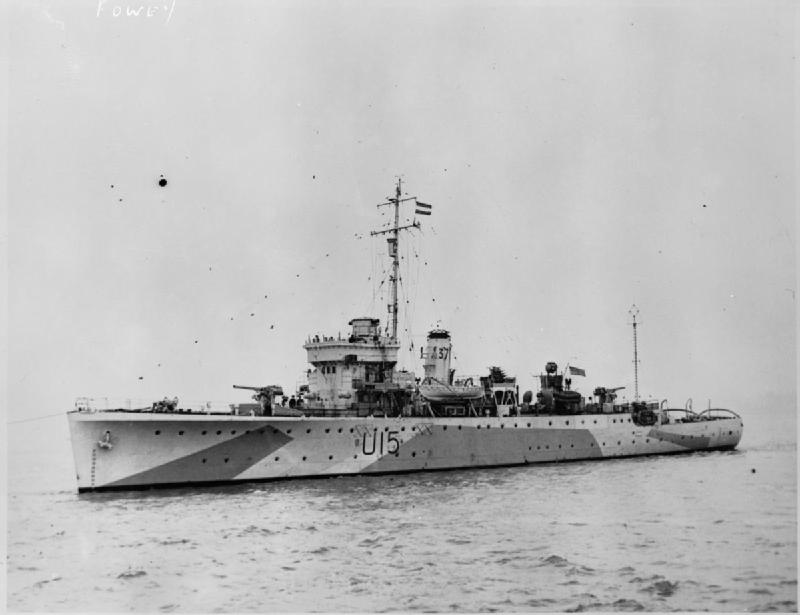
イギリス海軍のFowey

- ハント級（第一次世界大戦） - 掃海スループ
- ブリッジウォーター級
- ヘイスティングス級
- ショアハム級
- バンフ級 - イギリス海軍で、アメリカから供与された沿岸警備隊のレイクス級カッターを類別したもの
- グリムスビー級
- ビターン級
- イーグレット級
- ブラックスワン級